# Denis la petite peste
Denis la petite peste (Dennis the Menace) est une série télévisée américaine en 146 épisodes de 25 minutes, en noir et blanc, créée par William Cowley et Peggy Chantler Dick d'après le comic strip éponyme d'Hank Ketcham et diffusée entre le 4 octobre 1959 et le 7 juillet 1963 sur le réseau CBS.
Au Québec, la série a été diffusée à partir du 5 octobre 1962 à la Télévision de Radio-Canada (initialement sous le titre Petite Peste), et en France à partir du 11 juillet 1963 sur la RTF Télévision.

## Synopsis
Cette série met en scène Denis, un adorable garçonnet blond, toujours vêtu d'une salopette dont une des poches laisse entrevoir un lance-pierres. Denis considère son voisin, Monsieur Wilson, comme son meilleur ami, ce qui est loin d'être l'avis de ce dernier qui est sans cesse la victime des bêtises de l'enfant.

## Distribution
- Jay North : Denis Mitchell
- Herbert Anderson : Henry Mitchell
- Gloria Henry : Alice Mitchell
- Joseph Kearns : Georges Wilson (saisons 1 à 3)
- Sylvia Field : Martha Wilson (saisons 1 à 3)
- Gale Gordon : John Wilson (saisons 3 et 4)
- Sara Seegar (en) : Eloise Wilson (saison 4)

## Épisodes

### Première saison (1959-1960)
1. Denis au Cinéma (Dennis Goes to the Movies)
2. Dennis et l'orientation (Dennis and the Signpost)
3. Le voyage de pêche (The Fishing Trip)
4. Grand-père et Miss Cathcart (Grandpa and Miss Cathcart)
5. Innocents dans l'espace (Innocents in Space)
6. Dennis dans le Jardin (Dennis' Garden)
7. Les nouveaux voisins (The New Neighbors)
8. Titre français inconnu (Tenting Tonight)
9. Dennis Vends des Bouteilles (Dennis Sells Bottles)
10. Award de M. Wilson (Mr. Wilson's Award)
11. L'histoire de Noël (The Christmas Story)
12. Dennis et le Cowboy (Dennis and the Cowboy)
13. Dennis hante une maison (Dennis Haunts a House)
14. Titre français inconnu (Dennis' Tree House)
15. Dennis et la pièce rare (Dennis and the Rare Coin)
16. Dennis et le vélo (Dennis and the Bike)
17. Dennis et la journée portes ouvertes (Dennis and the Open House)
18. Dennis et le canard (Dennis and the Duck)
19. Titre français inconnu (Dennis and the Swing)
20. Dennis et le Chien (Dennis and the Dog)
21. La sœur de M. Wilson (Mr. Wilson's Sister)
22. Dennis et le téléviseur (Dennis and the TV Set)
23. Dennis Crée un héros (Dennis Creates a Hero)
24. Titre français inconnu (Dennis' Paper Drive)
25. Dennis et les Abeilles (Dennis and the Bees)
26. L'Anniversaire d'Alice (Alice's Birthday)
27. Dennis devient une Baby Sitter (Dennis Becomes a Baby Sitter)
28. Dennis et les étourneaux (Dennis and the Starlings)
29. Titre français inconnu (The Party Line)
30. Dennis par procuration (Dennis by Proxy)
31. Dennis fugue (Dennis Runs Away)
32. Titre français inconnu (Miss Cathcart's Sunsuit)

## Commentaires
- Après la mort de l’acteur Joseph Kearns en 1962, qui incarne M. Wilson, la production de la série a justifié la disparition du personnage en expliquant qu’il était parti en voyage. Son frère John (Gale Gordon) doit alors prendre soin de la maison. Il est rejoint par son épouse, Eloïse[2].

- La série a été stoppée en 1963. À 11 ans, Jay North était devenu trop âgé pour le rôle. La série a ensuite été rediffusée sur NBC jusqu'en 1965[2].

## DVD
DVD ZONE 1 
- Saison 1 : 29/03/2011
- Saison 2 : 26/07/2011
- Saison 3 : 25/10/2011
- Saison 4 : 10/01/2012